# Joan Marí Tur
Joan Marí Tur, també conegut com a Botja (Sant Josep de sa Talaia, 1941) és un polític eivissenc del Partit Popular de Balears, diputat al Parlament de les Illes Balears en la IV i V legislatures.

## Biografia
El 1965 es llicencià en filologia romànica a la Universitat de Barcelona. El 1967 inicià la seva carrera docent a l'Institut Santa Maria d'Eivissa, del que en fou cap d'estudis en 1972. Alhora, el 1971, participà en el reviscolament de l'Institut d'Estudis Eivissencs, del que en dirigí la revista Eivissa. De 1976 a 1978 fou nomenat delegat insular del Consell Superior d'Esports, i de 1978 a 1982 delegat insular del Ministeri de Cultura d'Espanya, càrrec des del que organitzà el Congrés de Cultura Pitiüsa (5 d'agost de 1980 al 5 d'agost de 1981). De 1990 a 1991 fou delegat episcopal del Patrimoni de la diòcesi d'Eivissa i Formentera.
Fou elegit diputat a les eleccions al Parlament de les Illes Balears de 1995 i 1999. El nomenaren conseller de cultura i portaveu del Consell Insular d'Eivissa i Formentera. Des d'aquest càrrec fou president de la Comissió de Patrimoni Historicoartístic d'Eivissa i Formentera i primer director de l'Enciclopèdia d'Eivissa i Formentera, alhora que patrocinà exposicions, excavacions arqueològiques i publicacions culturals i creà el Museu d'Etnografia d'Eivissa i el Museu d'Etnografia de Formentera. El 1997 inaugurà a Eivissa l'extensió universitària de la Universitat de les Illes Balears.
Estigué a punt de ser conseller d'Educació i Cultura del Govern Balear en la remodelació del Govern que intentà fer Cristòfol Soler el 27 de maig de 1996, just abans de ser obligat a dimitir pel seu propi grup parlamentari. A les eleccions al Parlament de les Illes Balears de 2003 va substituir com a diputat Enric Fajarnés Ribas i fou nomenat vicepresident primer de la Mesa del Parlament de les Illes Balears, portaveu de govern del Consell Insular d'Eivissa i Formentera i conseller de Patrimoni Historicoartístic.
En 2004 el Grup Progressista el denuncià per haver fet obres d'ampliació il·legals a la seva casa de Sant Josep. Fou dut a judici el juny de 2015, però la jutgessa va declarar prescrits els possibles delictes.

## Obres[calcitació]
- Terminologia marina d'Eivissa (1966, publicat en 1991)
- Quatre capelles de devoció popular (1974)
- Nacer y morir en Ibiza (1977), guió d'un documental patrocinat pel Foment d'Eivissa i Formentera.
- Calendari de balls a pous i fonts d'Eivissa i Formentera (1978)
- Llibre del Roser (1986)
- Tardes de ballades a pous i fonts (1987)
- Temps ha... (1989)